# Kochanice króla (film)
Kochanice króla (ang. The Other Boleyn Girl) – brytyjsko-amerykański dramat historyczno-kostiumowy z 2008 roku w reżyserii Justina Chadwicka. Ekranizacja powieści pod tym samym tytułem autorstwa Philippy Gregory. W rolach głównych wystąpili Natalie Portman, Scarlett Johansson i Eric Bana. Film miał swoją światową premierę 19 lutego 2008 roku. W Polsce wszedł na ekrany kin 6 czerwca 2008 roku.

## Produkcja
Zdjęcia do filmu kręcono na obszarze kilku angielskich hrabstw. Do lokalizacji wykorzystanych przez filmowców należały:
- Londyn (kościół St Bartholomew-the-Great(inne języki) w Smithfield);
- Kent (Knole House, Penshurst Place, zamek w Dover);
- Derbyshire (Haddon Hall, dolina Cave Dale, Hathersage);
- Buckinghamshire (Dorney Court);
- Wiltshire (Great Chalfield Manor, Lacock Abbey);
- Cambridgeshire (katedra w Ely);
- East Sussex (Bolebroke Castle)[1].

## Fabuła
Królowa Katarzyna, żona Henryka VIII, nie może urodzić zdrowego męskiego potomka, który miałby być następcą tronu. Zaufany Jego Królewskiej Mości, książę Norfolk, proponuje swemu bratu podsunięcie królowi jego córki, Anny Boleyn, jednakże wskutek wypadków na polowaniu (król czuje się upokorzony po tym, jak spadł z konia, kiedy pojechał za Anną do głębokiego jaru), władca zwraca uwagę na młodszą siostrę Anny, Marię. Obie panny jadą na dwór, gdzie Maria zostaje nałożnicą króla, a Anna szuka dobrej partii dla siebie. W wyniku rozmaitych okoliczności i zdarzeń Anna opuszcza Anglię i udaje się na dwór króla Francji. W tym czasie Maria zachodzi w ciążę, a dla bezpieczeństwa dziecka musi pozostać w łóżku. Boleynowie w obawie o to, że król szybko zwróci się ku innym kobietom, wzywają Annę z wygnania.

## Obsada
- Eric Bana – Król Henryk VIII
- Natalie Portman – Królowa Anna Boleyn
- Scarlett Johansson – Maria Boleyn
- Eddie Redmayne – William Stafford
- Jim Sturgess – George Boleyn
- Tiffany Freisberg – Mary Talbot
- Mark Rylance – sir Thomas Boleyn
- Kristin Scott Thomas – lady Elizabeth
- Ana Torrent – Katarzyna Aragońska
- Rue McClanahan – lady Jane Rochford